# Mount Glossopteris
Mount Glossopteris ist ein größtenteils vereister und 2865 m hoher Berg im westantarktischen Marie-Byrd-Land. In der Ohio Range der Horlick Mountains ragt er am nordöstlichen Ende des Buckeye Table auf.
Die Benennung erfolgte auf Vorschlag des US-amerikanischen Geologen William Ellis Long (* 1930) von der Ohio State University, dem gemeinsam mit seinem Bruder Jack Long, Charles Bentley und Frederic Darling im Dezember 1958 die Erstbesteigung des Berges gelang. Benannt ist der Berg nach den Glossopteridales, einer Ordnung der ausgestorbenen Pflanzengruppe der Samenfarne, deren Fossilien im Gestein des Berges zu finden sind.